# هیستی (کلرادو)
هیستی (به انگلیسی: Hasty) یک منطقهٔ مسکونی در ایالات متحده آمریکا است که در شهرستان بنت، کلرادو واقع شده‌است. هیستی ۰٫۹ کیلومتر مربع مساحت و ۱۴۴ نفر جمعیت دارد و ۱٬۱۸۰ متر بالاتر از سطح دریا واقع شده‌است.